# Schefflera versteegii
Schefflera versteegii är en araliaväxtart som beskrevs av Hermann August Theodor Harms. Schefflera versteegii ingår i släktet Schefflera och familjen araliaväxter. Inga underarter finns listade.